# Sagurē
Sagurē är en ort i Etiopien.   Den ligger i regionen Oromia, i den centrala delen av landet, 150 km söder om huvudstaden Addis Abeba. Sagurē ligger 2 512 meter över havet och antalet invånare är 9 960.
Terrängen runt Sagurē är platt åt sydväst, men åt nordost är den kuperad. Runt Sagurē är det ganska tätbefolkat, med 144 invånare per kvadratkilometer. Det finns inga andra samhällen i närheten. Trakten runt Sagurē består till största delen av jordbruksmark.